# 中華航空女子籃球隊
中華航空女子籃球隊成立於1974年12月28日，於1996年8月1日解散。由中華航空經營管理。
過去中華航空也曾與中興高中女籃隊建教合作，也被稱為「小華航」。

## 球員
- 鍾素瑩 第一屆(1977年)瓊斯杯中華隊明星球員
- 張小珠 第三屆(1979年)瓊斯杯中華隊明星球員
- 劉聖慈 第三屆(1979年)瓊斯杯中華隊明星球員
- 黃玉蘭 第四屆(1980年)瓊斯杯中華隊明星球員, 第五屆(1981)第二屆年)瓊斯杯中華隊明星球員, 東亞運中華代表團女子籃球隊教練
- 蔡哲美 第四屆(1980年)瓊斯杯中華隊明星球員
- 張玲珊
- 張愛卿
- 彭小蕙
- 陳淑惠
- 楊媛琳
- 范靜尤
- 李慶滿
- 李桂萍
- 黃楓琇
- 朱彩鳳
- 李台英
- 林素美
- 霍世澄
- 石豫雲

## 教練
- 王道循
- 朱聲漪
- 錢一飛
- 黃玉蘭